# Sistotrema pyrisporum
Sistotrema pyrisporum é uma espécie de fungo pertence à família Hydnaceae.